# The Classical Groups
Los grupos clásicos: sus invariantes y representaciones (título original en inglés: The Classical Groups: Their Invariants and Representations) es un libro obra del matemático alemán Hermann Weyl publicado en 1939, que describe la teoría de invariantes clásica en términos de la teoría de representación. Es en gran parte responsable del resurgimiento del interés en la teoría de invariantes, que casi había pasado a un segundo plano debido a la solución de David Hilbert de sus principales problemas en la década de 1890.
Weyl (1939) dio una charla informal sobre el tema de su libro. Hubo una segunda edición en 1946.

## Contenido
- El Capítulo I define invariantes y otras ideas básicas y describe la relación con el Programa de Erlangen de Felix Klein en geometría.

- El Capítulo II describe los invariantes del grupo lineal general especial de un espacio vectorial V sobre los polinomios sobre una suma de copias de V y su dual. Utiliza la identidad de Capelli para encontrar un conjunto explícito de generadores para los invariantes.

- El Capítulo III estudia el grupo anillo de un grupo finito y su descomposición en una suma de álgebras de matrices.

- El Capítulo IV analiza la dualidad de Schur-Weyl entre las representaciones de los grupos simétricos y de los grupos lineales generales.

- Los Capítulos V y VI extienden la discusión de los invariantes del grupo lineal general en el Capítulo II a los grupos ortogonal y simpléctico, mostrando que el anillo de invariantes es generado por los elementos obvios.

- El Capítulo VII describe la fórmula de carácter de Weyl para los caracteres de representación de los grupos clásicos.

- El Capítulo VIII desarrolla la teoría de los invariantes, y demuestra el teorema de Hilbert de que los invariantes del grupo lineal especial se generan finitamente.

- Los Capítulos IX y X dan algunos complementos a los capítulos anteriores.